# مسجد کوچکی در مرغزار
مسجد کوچکی در مرغزار (به انگلیسی: Little Mosque on the Prairie) نام مجموعه تلویزیونی کانادایی است به کارگردانی زرقا نواز و تولید شرکت وست ویند پیکچرز (به انگلیسی: WestWind Pictures) که در شبکه تلویزیونی سی‌بی‌سی (به انگلیسی: CBC) پخش می‌شود. تصویربرداری از این مجموعه در استان انتاریو و ساسکچوان کانادا انجام می‌شود.

## داستان
داستان این سریال در مورد جامعه مسلمان کوچکی در شهر افسانه‌ای به نام مرسی در استان ساسکچوان در کانادا می‌باشد. در این شهر مسجدی وجود دارد به امامت عمار رشید جوان پاکستانیالاصل. این مسجد در سالن اجاره‌ای از کلیسای شهر که چسبیده به کلیسا می‌باشد واقع است. مسجد توسط یاسر حمودی لبنانیالاصل که در کار ساخت و ساز مشغول است با اجاره مکان از کلیسا به بهانه ایجاد دفتر پایه‌گذاری شد. در ابتدا امامت مسجد بر عهده بابر (استاد اقتصاد در کالج) بود تا اینکه عمار رشید برای امامت مسجد استخدام شد.

## شخصیت‌ها
- عمار رشید (زیب شیخ)- وکیل دادگستری در تورنتو که با دیدن آگهی استخدام امام جماعت در شهر مرسی با آنجا می‌رود تا این شغل را بگیرد.
- یاسر حمودی (کارلو روتا)- پیمانکار ساختمانی که در دفتری در کنار مسجد کار می‌کند و معمولاً اهل مصالحه در امور دینی می‌باشد.
- سارا حمودی (شیلا مک‌کارتی)- همسر یاسر حمودی که در دفتر روابط عمومی شهرداری کار می‌کند و برای ازدواج با یاسر به اسلام گرویده است و مانند یاسر با بعضی از آداب و رسوم سنتی اسلامی مشکل دارد.
- رایان حمودی (سیتارا هویت)- دختر یاسر و سارا حمودی که پزشک است. رایان مذهبی و با حجاب است و از حقوق زنان در اسلام دفاع می‌کند. داستان به نوعی بین او و عمار رابطه عاطفی و عاشقانه برقرار می‌سازد و آن دو بارها بین خود احساس عاشقانه یا حسادت می‌کنند ولی هنوز این رابطه به ازدواج ختم نشده است و هیچ‌کدام جرئت ابراز آن را ندارد. حتی در یک فصل از مجموعه برای رایان خواستگار می‌آید که مورد حسادت عمار واقع می‌شود و تا پای عقد پیش می‌رود اما در آخرین لحظه رایان از تصمیم خود منصرف می‌شود.
- بابر صدیقی (منوج سود)- استاد اقتصاد دانشکده که از همسر خود جدا شده است. بابر شخص مذهبی محافظه‌کار و کمدی می‌باشد که بدنبال همسر می‌گردد.